# Gruppenpolarisierung
Gruppenpolarisierung (engl. group polarization) ist ein Begriff aus der Sozialpsychologie und bezeichnet die Beobachtung, dass die Ansichten von Individuen nach einer Diskussion oft extremer sind als vorher. Hatte eine Gruppenmehrheit vor der Diskussion bereits eine gemeinsame Tendenz, so wird diese durch die Diskussion verstärkt.
So zeigte eine Untersuchung US-amerikanischer Schwurgerichtsurteile, dass in 215 von 225 Fällen die erste Abstimmung vor der Beratung bereits eine Tendenz zu „schuldig“ oder „nicht schuldig“ hatte und dass das (einstimmige) Urteil in 209 dieser 215 Fälle letztlich genau so lautete. Das Ergebnis einer Gruppendiskussion, beispielsweise die Meinung über die Höhe einer Strafe oder die Steuererhöhung, fällt unter bestimmten Bedingungen extremer aus, als die durchschnittlichen Positionen/Tendenzen der einzelnen Gruppenmitglieder vor der Diskussion. Resultiert die Gruppenpolarisierung in einer Entscheidung, die riskanter war als zu erwarten, spricht man auch vom Risikoschub. Die Gruppenpolarisierung kann jedoch auch eine vorsichtigere, konservativere Entscheidung herbeiführen.

## Erklärung der Gruppenpolarisation
Eine Erklärung des Phänomens ist das Modell der überzeugenden Argumente: Jedes Individuum kennt vor der Diskussion einige Argumente, aufgrund derer seine Ansicht in eine gewisse Richtung tendiert. Diese Argumente sind jedoch oft unterschiedlich. Werden sie im Gespräch genannt, hört jedes Individuum weitere Gründe, die für seine Tendenz sprechen.
Die Theorie des sozialen Vergleichs erklärt das Phänomen mit dem Wunsch der Individuen, von der Gruppe gemocht zu werden. Wer den Äußerungen der Anderen eine gewisse Tendenz entnimmt, stellt sich als besonders musterhaftes Gruppenmitglied dar, indem er diese in stärkerem Maße vertritt.
Beide Erklärungen wurden durch nachfolgende Untersuchungen gestützt.